# Caloplaca pellodella
Caloplaca pellodella är en lavart som först beskrevs av William Nylander och som fick sitt nu gällande namn av Hermann Edward Hasse. 
Caloplaca pellodella ingår i släktet orangelavar och familjen Teloschistaceae. Inga underarter finns listade i Catalogue of Life.